# شهناي
الشهناي (بالسنسكريتية स्वरद) هي آلة نفخ موسيقية تعود أصولها إلى شبه القارة الهندية، وهي تُصنع من الخشب، وبها قصبة مزدوجة في أحد طرفيها وجرس معدني، أو خشبي في الطرف الآخر. يُعتقد أن صوتها يجلب الفأل الحسن، والحظ الميمون والقداسة، ونتيجة لذلك فهي من تسعة آلات موسيقية موجودة في البلاط الملكي. تُشبه آلة الشهناي آلة نَداسوارام في جنوب الهند.

## الخصائص
تشبه آلة الشهناي البوق وهي تتكوّن من قطعة خشبية مجوَّفة تتّسع تدريجياً نحو الطرف السفلي. عادة ما تحتوي على ستة إلى تسعة ثقوب. وهي تستخدم مجموعة واحدة من القصب الرباعي، مما يجعلها آلة النفخ الخشبية الرباعية. من أجل إتقان العزف على هذه الآلة الموسيقية، يجب على الموسيقي أن يستخدم تقنيات معقَّدة ومتنوعة في مَبْسِم الشهناي، وتحريك الأصابع فوق الثّقوب ببراعة.

تحتوي الشهناي على مدى يتكوَّن من جوابين (أوكتافين)، من A أسفل الوسط C إلى A سطر واحد فوق المفتاح الموسيقي الثلاثي (A3 إلى A5 في مقياس تدوين حدَّة الصوت).

غالبًا ما تُصنع الشهناي من جسم من الخشب أو الخيزران، بينما تكون نهايتها مصنوعة من قطعة معدنيّة تتّسع إلى الأسفل كالجرس.

## أصل الشهناي

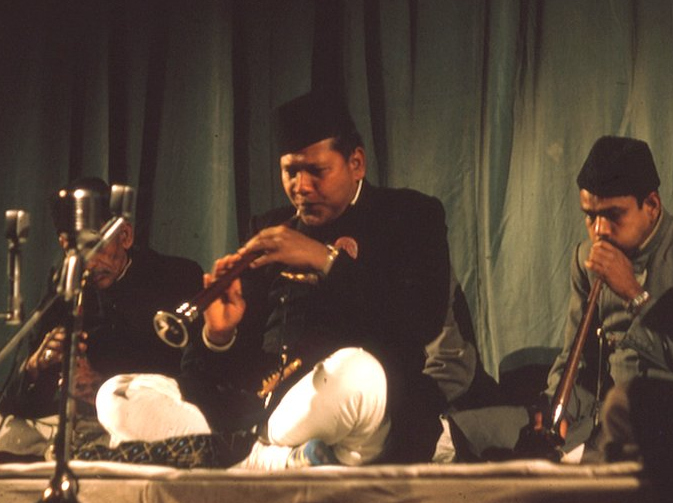
صورة بسم الله خان عام 1964

يُعتقد أن الشهناي قد تطوَّرت من خلال تحسين آلة النفخ پُنجي (وهي آلة نفخ خشبية شعبية تُستخدم في المقام الأوَّل لترقيص الثعابين). تذهبُ نظرية أخرى إلى أنَّ أصل كلمة "شهناي" هو تحريف لكلمة "شاه ناي". تُستخدم كلمة "ناي" في العديد من اللغات الهندية لتدُلّ على الحلاق، أمّا كلمة "شاه" فتشير إلى أحد أفراد العائلة المالكة، وبما أنّها استخدمت للعزف بادئ الأمر في مقصورة الشاه، وكان من يعزف عليها هو الحلّاق فقد سُمّيَت "شاهناي". بدأ صوت الشهناي يُعتبر رمزًا للتفاؤل، والفأل الحسن، ولهذا السبب ما زالت تُستخدم في المعابد، وهي آلة موسيقية لا غنى عنها في أي حفل زفاف هندي. كانت الشهناي في الماضي جزءًا من نوبات، أو فرق العزف التقليدية التي تتكوَّن من تسع أدوات وكانت موجودة في البلاط الملكي. كانت الشهناي تُستخدم حتى عهد قريب في المعابد وحفلات الزفاف فقط، ويعود الفضل في نقلها إلى ميدان الموسيقى الكلاسيكية إلى الأستاذ بسم الله خان.